# Улянув II (гміна)
Ґміна Улянув II (пол. Gmina Ulanów II) — колишня (1934—1939 рр.) сільська ґміна Нисківського повіту Львівського воєводства Польської республіки (1918—1939) рр. Центром ґміни було село Улянув, яке не входило до її складу.

1 серпня 1934 р. було створено об'єднану сільську ґміну Улянув II в Нисківському повіті Львівського воєводства. До неї увійшли сільські громади: Білинець, Білини, Буковина, Дубровиця, Дубрівка, Гута Деренгівська, Глинянка, Вілька Білинська і Вілька Таневська.